# Liste der Monuments historiques in Pont-sur-Seine
Die Liste der Monuments historiques in Pont-sur-Seine führt die Monuments historiques in der französischen Gemeinde Pont-sur-Seine auf.

## Liste der Immobilien
| Bezeichnung      | Beschreibung           | Standort                 | Kennzeichnung | Schutzstatus | Datum | Bild           |
| ---------------- | ---------------------- | ------------------------ | ------------- | ------------ | ----- | -------------- |
| Kirche St-Martin | ab dem 12. Jahrhundert | Place de l’Église (Lage) | PA00078188    | Classé       | 1963  | weitere Bilder |

## Liste der Objekte
| Bezeichnung                                               | Beschreibung | Standort                             | Kennzeichnung | Schutzstatus | Datum | Bild |
| --------------------------------------------------------- | --- | ------------------------------------ | ------------- | ------------ | ----- | ---- |
| Hauptaltar                                                | Altartisch, Tabernakel und Retabel; Holz, farbig gefasst und vergoldet, erste Hälfte des 17. Jahrhunderts; zugehörig PM10003219 bis PM10003221 | in der Kirche St-Martin (Lage)       | PM10001573    | Classé       | 1960  |      |
| Reliquiengrab                                             | vier im Altartisch eingebaute Schreine; Holz, farbig gefasst und vergoldet, erste Hälfte des 17. Jahrhunderts                                  | in der Kirche St-Martin (Lage)       | PM10003219    | Classé       | 1960  |      |
| Retabel                                                   | Holz, farbig gefasst und vergoldet, erste Hälfte des 17. Jahrhunderts; zugehörig PM10003222 bis PM10003226                                     | in der Kirche St-Martin (Lage)       | PM10003220    | Classé       | 1960  |      |
| Gemälde Auferstehung Christi                              | Ölfarbe auf Leinwand, erste Hälfte des 17. Jahrhunderts, von Philippe de Champaigne                                                            | in der Kirche St-Martin (Lage)       | PM10003222    | Classé       | 1960  |      |
| Skulptur Heiliger Ludwig                                  | Holz, farbig gefasst, erste Hälfte des 17. Jahrhunderts                                                                                        | in der Kirche St-Martin (Lage)       | PM10003223    | Classé       | 1960  |      |
| Skulptur Heiliger Martin                                  | Holz, farbig gefasst, erste Hälfte des 17. Jahrhunderts                                                                                        | in der Kirche St-Martin (Lage)       | PM10003224    | Classé       | 1960  |      |
| Skulptur Verkündigungsmadonna                             | Holz, farbig gefasst, erste Hälfte des 17. Jahrhunderts                                                                                        | in der Kirche St-Martin (Lage)       | PM10003225    | Classé       | 1960  |      |
| Skulptur Verkündigungsengel                               | Holz, farbig gefasst, erste Hälfte des 17. Jahrhunderts                                                                                        | in der Kirche St-Martin (Lage)       | PM10003226    | Classé       | 1960  |      |
| Tabernakel                                                | Holz, vergoldet, erste Hälfte des 17. Jahrhunderts                                                                                             | in der Kirche St-Martin (Lage)       | PM10003221    | Classé       | 1960  |      |
| Prozessionsstab Heiliger Martin                           | Holz, vergoldet, 17. Jahrhundert | in der Kirche St-Martin (Lage)       | PM10001583    | Classé       | 1960  |      |
| Schale mit zwei Messkännchen                              | Silber, vergoldet, Bergkristall, zweite Hälfte des 19. Jahrhunderts                                                                            | in der Kirche St-Martin (Lage)       | PM10001584    | Classé       | 1960  |      |
| Abschrankung und Wandverkleidung der linken Seitenkapelle | Holz, bemalt, Anfang des 17. Jahrhunderts | in der Kirche St-Martin (Lage)       | PM10001576    | Classé       | 1960  |      |
| Altarkreuz                                                | Holz, vergoldet, 18. Jahrhundert | in der Kirche St-Martin (Lage)       | PM10001578    | Classé       | 1960  |      |
| Zwei Kerzenständer                                        | Holz, vergoldet, 17. Jahrhundert | in der Kirche St-Martin (Lage)       | PM10001582    | Classé       | 1960  |      |
| Maria-Rosenkranz-Altar                                    | Retabel; Holz, farbig gefasst und vergoldet, erste Hälfte des 17. Jahrhunderts; zugehörig PM10003227                                           | in der Kirche St-Martin (Lage)       | PM10001575    | Classé       | 1960  |      |
| Gemälde Stiftung des Rosenkranzes                         | Ölfarbe auf Leinwand, erste Hälfte des 17. Jahrhunderts                                                                                        | in der Kirche St-Martin (Lage)       | PM10003227    | Classé       | 1960  |      |
| Körbchen                                                  | Silber, 17. Jahrhundert: Verbleib unbekannt | in der Kirche St-Martin (Lage)       | PM10001568    | Classé       | 1913  |      |
| Schrein des heiligen Vitalis                              | Schildpatt, Eben- und Rosenholz, 17. Jahrhundert                                                                                               | in der Kirche St-Martin (Lage)       | PM10001570    | Classé       | 1957  |      |
| Kirchenfenster Taufe Christi                              | aus dem 16. Jahrhundert | in der Kirche St-Martin (Lage)       | PM10001572    | Classé       | 1963  |      |
| Pietà                                                     | Holz, farbig gefasst, 16. Jahrhundert | in der Kirche St-Martin (Lage)       | PM10001577    | Classé       | 1960  |      |
| Gemälde Heilige Rochus, Martin, Genoveva und Barbara      | Ölfarbe auf Leinwand, 17. Jahrhundert, von Philippe de Champaigne oder aus seiner Werkstatt                                                    | in der Kirche St-Martin (Lage)       | Référence     | Classé       | 1960  |      |
| Zwei Kredenzen                                            | Holz, vergoldet, Marmor, 18. Jahrhundert | in der Kirche St-Martin (Lage)       | PM10001581    | Classé       | 1960  |      |
| Skulptur Heilige Sabina                                   | Kalkstein, farbig gefasst, 16. Jahrhundert | außen an der Kirche St-Martin (Lage) | PM10001567    | Classé       | 1908  |      |
| Chorgestühl und -schranke                                 | Holz, farbig gefasst, 17. Jahrhundert | in der Kirche St-Martin (Lage)       | PM10001574    | Classé       | 1960  |      |
| Gemälde Heilige Sebastian und Lupus                       | Ölfarbe auf Leinwand, 17. Jahrhundert, von Philippe de Champaigne                                                                              | in der Kirche St-Martin (Lage)       | PM10001580    | Classé       | 1960  |      |
| Kirchenfenster Mantelteilung des heiligen Martin          | aus dem 16. Jahrhundert | in der Kirche St-Martin (Lage)       | PM10001571    | Classé       | 1963  |      |
| Weihrauchfass und -schiffchen                             | Silber, 19. Jahrhundert | in der Kirche St-Martin (Lage)       | PM10001569    | Classé       | 1913  |      |